# Аркадюш Милик
Арка̀дюш Крѝстиан Мѝлик (на полски: Arkadiusz Krystian Milik), (роден на 28 февруари 1994 г. в град Тихи) е полски футболист, играе като нападател и се състезава за Ювентус, както и за националния отбор на Полша.

## Клубна кариера

### Развой Катовице
Милик започва кариерата си като юноша в Развой Катовице и играе за резервния тим пред сезон 2009/10. На 23 октомври 2010 г., едва 16-годишен, Милик записва дебюта си в Трета лига и реализира два гола при победата с 4-0 над КС Крашейов. През ноември 2010 г. преминава проби в Гурник Забже. Вкарва един гол в двете си участия в Младежката полска лига за Гурник. През зимата той и съотборника му Войчех Крол минават проби в отборите на Рединг, Тотнъм и Легия Варшава. Милик завърша сезона в Развуй с десет участия и четири гола.

### Гурник Забже
Въпреки офертите от останалите клубове, Милик и Крол подписват с елитния полски Гурник Забже. Трансферната сума за двамата е 500 хиляди полски злоти. Дебюта си в Екстракласа Милик прави на 31 юли 2011 г. при равенството 1-1 срещу Шльонск Вроцлав. Милик е заменен в 53-тата минута на мача от Даниел Голебевски.

### Байер Леверкузен
На 17 декември 2012 г. Байер Леверкузен обявява, че са привлекли Милик, като договора влиза в сила от 1 януари 2013 г.

## Национален отбор
На 13 април 2011 г. Милик реализира гол за победата с 4-1 на Полша до 17 години срещу отбор на английските ученици до 18 години. На 15 юли 2011 г. е повикан в отбора на Полша до 19 години.
На 12 октомври 2012 г., едва 18-годишен, прави дебюта си за мъжкия национален отбор на Полша срещу националния отбор на Южна Африка.